# Institut universitaire de la recherche scientifique
L'Institut universitaire de la recherche scientifique (IURS) est un établissement d'enseignement supérieur public marocain affilié à l'université Mohammed V - Souissi de Rabat, et la seule institution du pays qui se consacre à la recherche en sciences humaines et sociales. Créé en 1961 sous le nom de Centre universitaire de la recherche scientifique (CURS), il a été rebaptisé en 1975.